# Finn Cole
Finlay Lewis J. Cole (Kingston upon Thames, Londres; 9 de noviembre de 1995), más conocido como Finn Cole, es un actor inglés. Es famoso principalmente por sus roles de Michael Gray en la serie de BBC Peaky Blinders y como Joshua 'J' Cody en la serie de TNT Animal Kingdom.

## Carrera
Desde joven, Cole quiso trabajar en los barcos como su padre. Su hermano mayor Joe es también un actor y ayudó a Finn a conseguir la audición para su primer trabajo como actor. En 2015, apareció como Eric Birling en la adaptación de Helen Edmundson en BBC One de An Inspector Calls.

## Vida personal
Finn es el cuarto de cinco hermanos. Su hermano mayor es Joe Cole, quien también actuó en Peaky Blinders.

## Filmografía
| Año       | Título               | Papel               | Notas                        |
| --------- | -------------------- | ------------------- | ---------------------------- |
| 2012      | Offender             | Chico               | Extra                        |
| 2014–2022 | Peaky Blinders       | Michael Gray        | Papel principal              |
| 2015      | An Inspector Calls   | Eric Birling        | Película de televisión       |
| 2015      | Inspector Lewis      | Ollie Tedman        | Ep: One For Sorrow Pt. 1 & 2 |
| 2016–2022 | Animal Kingdom       | Joshua 'J' Cody     | Papel principal              |
| 2018      | Slaughterhouse Rulez | Don Wallace         |                              |
| 2021      | F9                   | Jakob Toretto Joven |                              |
| 2025      | Last Breath          | Chris Lemons        |                              |